# 8414 Atsuko
8414 Atsuko è un asteroide della fascia principale. Scoperto nel 1996, presenta un'orbita caratterizzata da un semiasse maggiore pari a 2,3856221 UA e da un'eccentricità di 0,1048777, inclinata di 2,20090° rispetto all'eclittica.